# First Light Imaging
First Light Imaging est une société française localisée à Meyreuil près d'Aix-en-Provence.
Cette entreprise conçoit et commercialise des caméras scientifiques pour le spectre visible et infrarouge, autour de capteurs EMCCD (electron multiplying charge couple device), e-APD MCT (electron initiated avalanche photodiodes), InGaAs arséniure de gallium-indium (Indium gallium arsenide) et CMOS (complementary metal-oxide semiconductor).
Ses produits sont destinés à des applications scientifiques telles que l'astronomie, l'optique adaptative, la recherche et les sciences de la vie, ou bien encore à l'imagerie industrielle.

## Histoire
La société, créée en 2011, est issue de 3 instituts de recherche du centre national de la recherche scientifique (CNRS) : le laboratoire d'astrophysique de Marseille (LAM), l'institut de planétologie et d'astrophysique de Grenoble (IPAG) et l'observatoire de Haute-Provence (OHP).
Dans le cadre du programme « Instrument PME Horizon 2020 phase 2 », la commission européenne a soutenu First Light Imaging pour le développement de « C-RED One », une caméra basée sur une technologie appelée « e-APD MCT ».
First Light Imaging est membre de[réf. nécessaire] plusieurs pôles de compétitivité tels que OPTITEC, Alpha-RLH et SAFE Cluster. Elle est également membre de plusieurs associations photoniques, telles que[réf. nécessaire] SPIE ((en) “The International Society for Optics and Photonics”), EPIC ((en) “European Photonics Industry Consortium”) et OPSS ((en) “Optics and Photonics Society of Singapore”). La société fait également partie[réf. nécessaire] de l'association « Aix-Marseille French Tech ».
En janvier 2016, elle crée sa filiale américaine[réf. nécessaire] « First Light Imaging Corp. », en abrégé “FLI Corp.”, à San Francisco, Californie. En 2018, FLI Corp. est transférée à Cambridge, Massachusetts.
Le 10 Janvier 2024, First Light Imaging annonce son acquisition par le groupe Oxford Instruments.

## Produits
First Light conçoit des caméras scientifiques pour le spectre visible (gamme C-BLUE) et infrarouge (gamme C-RED).
- OCAM²K est une caméra scientifique capable de prendre plus de 2000 images par seconde avec un bruit de lecture d'un électron[5],[6]. Elle provient d'un transfert de technologie de laboratoires français et est à l'origine de la création de l'entreprise. OCAM²K est basée sur un capteur EMCCD commercialisé par E2V / Teledyne[7] et opère dans le spectre visible (de 400 à 900 nm). Une version avec un shutter électronique, nommée OCAM²S est également proposée par l'entreprise. OCAM²K et OCAM²S font partie de la gamme des caméras visibles C-BLUE de l'entreprise.
- C-BLUE One est une caméra scientifique basée sur un capteur CMOS industriel opérant dans le spectre du visible (de 400 à 1000 nm). La caméra est disponible en 3 versions/capteurs: 0.5MP, 1.7MP et 7.1MP. Elle permet d'offrir à la fois une haute cadence d'acquisition, un faible bruit de lecture et une architecture "global shutter".
- C-BLUE One UV est la dernière caméra scientifique créée par First Light Imaging. Elle est également basée sur un capteur industriel CMOS, étendu dans l'UV (de 200 à 1000 nm). Sa mise sur le marché aura lieu à l'automne 2023.
- C-RED One est une caméra scientifique qui opère dans le spectre du proche infrarouge (de 0.8 à 2.5 µm), capable de prendre 3500 images par seconde avec un bruit de lecture inférieur à un électron. Elle est basée sur un capteur e-APD MCT de l'entreprise Leonardo[8].
- C-RED 2 est une caméra scientifique refroidie qui opère dans le spectre du proche infrarouge (de 0.9 à 1.7 µm) basée sur un capteur InGaAs de l'entreprise Lynred (ex Sofradir).
- C-RED 2 ER (pour Extended Range) est une caméra scientifique refroidie qui opère dans le spectre du proche infrarouge étendu (de 1.1 à 1.9 µm et de 1.3 à 2.2 µm) basée sur un capteur InGaAs étendu.
- C-RED 3 est une caméra scientifique non refroidie qui opère dans le spectre du proche infrarouge (de 0.9 à 1.7 µm) basée sur un capteur InGaAs de l'entreprise Lynred (ex Sofradir).
- C-RED 2 Lite est une caméra scientifique stabilisée qui opère dans le spectre du proche infrarouge (de 0.9 à 1.7 µm) basée sur un capteur InGaAs de l'entreprise Lynred (ex Sofradir).

Les caméras de First Light Imaging sont utilisées au Subaru Telescope à Hawaii, au Gran Telescopio Canarias dans les îles Canaries ou au cœur du système d'interférométrie MIRC-X au CHARA Telescope, mais également dans des universités ou industries.
Depuis 2014, First Light Imaging apporte également son expertise pour des projets pilotés par le JPL, centre associé à la NASA.

## Prix
- 2013 : Prix « Photon d'argent » de la revue "Photoniques" [13].
- 2014 : Prix « Trophées de l'économie » du journal La Provence[14]. Cette même année, Jean-Luc Gach, l'un des fondateurs de la société remporte la médaille de cristal du CNRS. Cette médaille récompense les ingénieurs les plus innovants qui contribuent à l'excellence de la recherche française[15].
- 2015 : First Light Imaging remporte la seconde place du concours « entreprendre en Provence » organisé par le conseil départemental des Bouches du Rhône.
- 2016 : First light Imaging remporte le Prism Awards for Photonics Innovation dans la catégorie « imaging and cameras » pour le développement de C-RED One. Cette cérémonie internationale est organisée par SPIE and Photonics Media[16].
- 2022: Award de Bronze des Vision Systems Design Innovators Awards pour C-BLUE One[17]
- 2022: Award d'Or des Vision Systems Design Innovators Awards pour C-RED 2 ER[18]
- 2023: Award de Bronze des Vision Systems Design Innovators Awards pour C-BLUE One UV[19]